# 제30회 아카데미상
제30회 아카데미상은 1958년 3월 26일에 열린 시상식이다. LA RKO 팬타지스 극장에서 개최되었으며 사회자는 밥 호프, 로절린드 러셀, 데이비드 니븐, 제임스 스튜어트, 잭 레몬, 도널드 덕(클로렌스 내시의 음성)이다.

## 후보 및 수상

### 작품상
- 콰이강의 다리 - 샘 스파이겔 수상
- 12인의 성난 사람들 - 헨리 폰다
- 페이튼 플레이스 - 제리 워드
- 사요나라 - 윌리엄 고츠
- 정부 - 아서 혼블로우 주니어

### 남우주연상
- 콰이강의 다리 - 알렉 기네스 수상
- 빗물 가득 - 안소니 프란시오사
- 사요나라 - 말론 브란도
- 와일드 이즈 더 윈드 - 앤서니 퀸
- 정부 - 찰스 로튼

### 여우주연상
- 이브의 세 얼굴 - 조앤 우드워드 수상
- 미스터 앨리슨 - 데보라 카
- 페이튼 플레이스 - 라나 터너
- 레인트리 카운티 - 엘리자베스 테일러
- 와일드 이즈 더 윈드 - 안나 마냐니

### 남우조연상
- 사요나라 - 레드 버튼즈 수상
- 콰이강의 다리 - 하야카와 세슈
- 무기여 잘 있거라 - 비토리오 데 시카
- 페이튼 플레이스 - 아서 케네디
- 페이튼 플레이스 - 러스 탬블린

### 여우조연상
- 사요나라 - 우메키 미요시 수상
- 콰이강의 다리 - 캐롤린 존스
- 무기여 잘 있거라 - 홉 랭
- 페이튼 플레이스 - 다이안 바시
- 페이튼 플레이스 - 엘자 란체스터

### 감독상
- 콰이강의 다리 - 데이빗 린 수상
- 12인의 노한 사람들 - 시드니 루멧
- 페이튼 플레이스 - 마크 롭슨
- 사요나라 - 조슈아 로간
- 정부 - 빌리 와일더

### 각본상
- 디자이닝 우먼 - 조지 웰스 수상

### 각색상
- 콰이강의 다리 - 피에르 불 수상

### 촬영상
- 콰이강의 다리 - 잭 힐드야드 수상

### 편집상
- 콰이강의 다리 - 피터 테일러 수상

### 미술상
- 사요나라 - 테드 하워스 수상

### 의상상
- 레스 걸스 - 오리 켈리 수상

### 음악상
- 콰이강의 다리 - 말콤 아놀드 수상

### 주제가상
- The Joker Is Wild - James Van Heusen 수상

### 음향믹싱상
- 사요나라 - George Groves 수상

### 특수효과상
- 상과 하 - Walter Rossi 수상

### 외국어영화상
- 카비리아의 밤 - 페데리코 펠리니 수상

### 단편애니메이션상
- Birds Anonymous - Edward Selzer 수상

### 단편영화상
- The Wetback Hound - Larry Lansburgh 수상

### 장편다큐멘터리상
- Albert Schweitzer - Jerome Hill 수상

### 공로상
- 찰스 브래킷 수상
- B.B. Kahane 수상

### 진 허숄트 박애상
- Samuel Goldwyn 수상

## 같이 보기
- 제15회 골든 글로브상
- 제11회 영국 아카데미 영화상